# Notiphila scutellata
Notiphila scutellata är en tvåvingeart som beskrevs av Nina Krivosheina 2001. Notiphila scutellata ingår i släktet Notiphila och familjen vattenflugor.
Artens utbredningsområde är Thailand. Inga underarter finns listade i Catalogue of Life.